# Лука Касъров
 Тази статия е за енциклопедиста.  За дарителя вижте Лука Касъров (дарител).  
Лука Иванов Касъ̀ров е първият български енциклопедист, лексикограф, просветен деец и библиограф. Създател е на първата българска енциклопедия „Енциклопедически речник“.

## Биография
Роден е на 24 юни 1854 година в Копривщица, тогава в пределите на Османската империя. Начално образование получава в родния си град и в Цариград през 1871 година. Завършва висше образование в Робърт колеж през 1877 година и получава титла бакалавър по изкуствата. Работи като сътрудник на вестник „Зорница“ до 1890 година. От 1893 година живее в Пловдив, където е гимназиален учител, главен библиотекар от 1896 година и поддиректор на Пловдивската народна библиотека от 1 юни 1902 година. В библиотеката той се заема с пренареждането, сигнирането и каталогизирането на библиотечния фонд. В периода 1899 – 1907 година издава в три тома първата българска енциклопедия „Енциклопедически речник“, която съставя сам в продължение на 30 години. Владее английски, руски, турски и френски език.
Напуска библиотеката през 1915 година. Умира в Копривщица на 8 май 1916 година. По повод смъртта му, списание „Светлина“ отбелязва, че неговият Енциклопедически речник „...ще бъде единствен за дълго време като справочна настолна книга“.
- Дипломата на Лука Касъров от Роберт Колеж
- Лука Касъров